# Pueblo fur
Los fur (fòòrà en fur, فور en árabe, también conocidos como fota, fordunga, furawi, konjara) son un pueblo del Sudán occidental, que en 2004 contaba aproximadamente con  750 000 personas que habitan principalmente en la región de Darfur. Es un pueblo africano que practica la agricultura sedentaria, principalmente el cultivo del mijo. Su sociedad es muy tradicional y están gobernados por los ancianos de las aldeas. Hablan fur, una lengua cercanamente emparentada con el amdang de Chad, siendo ambas de la familia nilo-sahariana y son de religión musulmana, ya que se convirtieron al islam cuando la región fue conquistada por el Imperio Kanem-Bornu, durante la Edad Media. Algunos de ellos han aprendido el árabe en los últimos años.

## Historia
Las comunidades fur tendrían su origen en grupos nilóticos de la región del Bahr el-Ghazal donde poseían reinos en las riberas del río Nilo. Grupos árabes los desalojaron de sus tierras y se vieron obligados a desplazarse al oeste hasta la región montañosa de Jabal Marrah, donde se integraron a un pequeño reino que desde el siglo XIII lo gobernaban primero las dinastías tadju y luego tunjur. Buenos agricultores, los nilóticos aplicaron las técnicas de cultivo en terrazas para obtener cosechas de cereales, cebollas y calabazas a pesar del ambiente árido del lugar.
Pero con la llegada del líder árabe musulmán Suliman Solong (reinado 1640-1660) los tunjur fueron desplazados del poder y se proclamó el sultanato. Suliman fue el primero de una zaga de gobernantes de la dinastía árabe Karya. El sultán y su corte se instalaron en El-Fahser. Además de instaurar el islam como religión oficial comenzó un proceso de arabización de la cultura que incluyó la adopción de la vestimenta y los nombres de esa tradición.
La palabra de origen nilótico fur se usó por primera vez en este momento para describir a la gente de Darfur.  De hecho el topónimo árabe Darfur significa literalmente “la casa de los fur”. El etnónimo pasó a designar a todos los habitantes del sultanato independientemente de su pasado o ancestros nilóticos o árabes. Situación similar a la de sus vecinos del pueblo barma, que obtuvieron su actual identidad étnica de una base multiétnica a partir de la consolidación de su calfifato o reino de Baguirmi.
El sultanato de Darfur se enriqueció con la captura y venta de esclavos, principalmente en las rutas al norte que dominaban los djallaba, comerciantes del Sudán oriental que fueron importantes en el desarrollo y apogeo del reino entre los siglos XVII y XVIII. Sus competidores, con los que entró en conflicto en varias oportunidades eran el reino uadai al oeste y el pueblo zaghawa al norte.
En 1874 fueron sometidos por el Imperio turco-otomano tras caer derrotados en la batalla de Manwashi. En 1878 recobraron la autonomía pero en 1916 quedaron nuevamente sometidos, esta vez por el Sudán anglo-egipcio. Tras negociaciones recuperaron su libertad a cambio de pagar tributo.
A finales del siglo XX seguían habitando al centro de la provincia de Darfur, al norte de Sudán, aunque también hay pequeñas comunidades en Chad y Egipto. Sus recursos económicos se obtenían de la agricultura y la ganadería. En este período debieron defender sus tierras de las invasiones de los pastores arabizados yanyawid que aparentemente recibían ayuda del gobierno de Chad para desplazar a los fur.

## Mujer
En comparación con otras culturas sudanesas, las mujeres fur contaban a finales del siglo XX con mayor independencia económica pues gozaban del derecho a poseer tierra y ganado, así como a vender o regalar sus posesiones.

## Religión
Los fur son  musulmanes sunitas que siguen la escuela maliki de ley islámica.